# Hyles bilinea
Hyles bilinea är en fjärilsart som beskrevs av Schultz. 1904. Hyles bilinea ingår i släktet Hyles och familjen svärmare. Inga underarter finns listade i Catalogue of Life.